# Ганс Гольник
Ганс Гольник (нім. Hans Gollnick; нар. 22 травня 1892, Гут Гурсен, Позен — пом. 15 лютого 1970, Гамбург) — німецький воєначальник часів Третього Рейху, генерал від інфантерії (1943) Вермахту. Кавалер Лицарського хреста Залізного хреста з Дубовим листям (1943). Учасник Першої та Другої світових війн.

## Біографія
Військова кар'єра
- 22 березня 1912 — фанен-юнкер
- 1 серпня 1912 — фанен-юнкер-унтерофіцер
- 19 листопада 1912 — фенрих
- 18 серпня 1913 — лейтенант
- 5 жовтня 1916 — оберлейтенант
- 1 листопада 1923 — гауптман
- 1 вересня 1933 — майор
- 1 квітня 1936 — оберстлейтенант
- 1 жовтня 1938 — оберст
- 1 червня 1941 — генерал-майор
- 1 січня 1943 — генерал-лейтенант
- 1 жовтня 1943 — генерал від інфантерії

Ганс Гольник народився 22 травня 1892 року у містечку Гут Гурсен, у прусській провінції Позен Німецької імперії (сучасна Польща). 22 березня 1912 року поступив на військову службу фанен-юнкером до 3-го Західнопрусського піхотного полку прусської армії у Ґрауденці. 18 серпня 1913 року отримав військове звання лейтенант.
У складі піхотних підрозділів 121-го резервного піхотного полку бився за часів Першої світової війни, 26 серпня 1914 року в битві під Танненбергом дістав важке поранення, був госпіталізований. Після лікування та реабілітації повернувся до строю, командир роти 21-го резервного піхотного полку. Продовжував військову службу протягом усієї світової війни. Наприкінці війни виконування обов'язки полкового ад'ютанта.
Після завершення Першої світової війни переведений до запасного батальйону, 8 січня 1919 року став командиром роти 129-го піхотного полку. 15 жовтня 1935 року став командиром 1-го батальйону 25-го піхотного полку 2-ї моторизованої дивізії генерал-лейтенанта П. Бадера. 1 жовтня 1938 року отримав звання оберст.
З початком Другої світової війни командир 76-го піхотного полку 20-ї моторизованої дивізії генерала від інфантерії М. фон Вікторіна, брав участь у вторгненні вермахту до Польщі, бої під Кроянтами. Брав участь у Французькій кампанії. Протягом червня-жовтня 1941 року перебував у резерві фюрера.
6 жовтня 1941 року тимчасово очолив 36-ту моторизовану дивізію, яка вела бої на центральному напрямку Східного фронту. Бої під Москвою. На початку призначений командиром 36-ї дивізії, бої на Ржевському виступі. 21 листопада 1942 року відзначений Лицарським хрестом Залізного хреста. 1 січня 1943 року підвищений у генерал-лейтенанти.
5 серпня 1943 року став командиром XXXXVI танкового корпусу, який вів бої на орловському напрямку Курської дуги. 24 серпня 1943 року за вміле керівництво корпусом під час ведення оборонних боїв під Орлом відзначена дубового листя до Лицарського хреста.
1 жовтня 1943 року Г. Гольник підвищений у генерали від інфантерії. З середини березня 1944 року в резерві фюрера. 20 травня 1944 року призначений командиром XXVIII армійського корпусу, який у складі 3-ї танкової армії генерала Е. Рауса групи армій «Північ» бився на прибалтійському напрямку під Мемелем, з середини вересня до кінця січня він був комендантом фортеці Мемель, яка тримала штурм Червоної армії. З лютого до квітня він бився у Східній Пруссії, керував армійською групою «Самланд», потім знову XXVIII корпусом. З квітня 1945 року — переведений до резерву, останні дні війни, у травні 1945 року керував військами вермахту в районі Фленсбурга. Після капітуляції нацистської Німеччини здався союзникам, був старшим військовим начальником усіх німецьких військ, що капітулювали в районі міста та гавані Фленсбург. 20 січня 1946 року в Гамбурзі узятий у полон британськими військами (звільнений вже 5 лютого того ж року).